# Thomas Amlong
Thomas Kennedy Amlong (Fort Knox, 15 de junio de 1935-New Haven, 26 de enero de 2009) fue un deportista estadounidense que compitió en remo. Fue hermano del también remero Joseph Amlong.
Participó en los Juegos Olímpicos de Tokio 1964, obteniendo una medalla de oro en la prueba de ocho con timonel.

## Palmarés internacional
| Juegos Olímpicos | Juegos Olímpicos | Juegos Olímpicos | Juegos Olímpicos |
| Año              | Lugar            | Medalla          | Prueba           |
| ---------------- | ---------------- | ---------------- | ---------------- |
| 1964             | Tokio (Japón)    | Medalla de oro   | Ocho con timonel |